# Chartergellus zonatus
Chartergellus zonatus är en getingart som först beskrevs av Spinosa 1851.  Chartergellus zonatus ingår i släktet Chartergellus och familjen getingar. Inga underarter finns listade i Catalogue of Life.